# フメイミム空軍基地
フメイミム空軍基地またはフメイミーム空軍基地（ロシア語: Авиабаза «Хмеймим»,英語: Khmeimim (Hmeimim) Air Base）は、シリアのラタキア市南東にあるロシア軍の空軍基地。2018年時点、シリアに展開するロシア空軍機の基地となっている。隣接するバースィル・アル＝アサド国際空港と一部施設を共有しているが、フメイミム空軍基地はロシア人要員のみで運用される。

## 経歴
シリア内戦において、ロシアはアサド政権を支援して軍事介入することを決定。それに伴いフメイミム空軍基地は、ISILなど反体制派に対するロシア軍の空爆作戦の戦略的中核となる基地としてバースィル・アル＝アサド国際空港の隣に建設された。アメリカはフメイミム空軍基地の存在を2015年9月上旬に確認し、シリア内戦がエスカレートする可能性を憂慮した。9月には、フメイミム空軍基地はロケット弾（BM-21と思われる）の攻撃を受けている同月30日、フメイミム空軍基地の運用が開始され、2016年3月までに攻撃機やヘリコプターが約6,000ソーティ（出撃回数）の地上攻撃任務を行っている。
2015年11月24日、トルコ空軍機によって撃墜された（ロシア軍爆撃機撃墜事件）Su-24爆撃機は、 フメイミム空軍基地へ帰投中に撃墜されたと報道されている。撃墜事件後の12月、基地防空のためにS-400 (SA-21)地対空ミサイルが配備された。一方で北大西洋条約機構（NATO）欧州連合軍最高司令官（当時）のフィリップ・M・ブリードラブ大将は9月、フメイミム空軍基地のような在シリアのロシア軍基地に防空システムを配備することは、事実上飛行禁止区域を設けているようなものだとコメントしている。
2016年3月14日のウラジーミル・プーチン大統領によるシリアからのロシア軍撤退宣言後、Su-25地上攻撃機をはじめとする一部作戦機の撤収が行われている。しかし依然としてSu-30SM戦闘機やSu-34戦闘爆撃機、Su-24爆撃機、地対空ミサイル等がフメイミム空軍基地に駐屯を続けており、フメイミム空軍基地からの航空作戦は継続され、シリア内戦の帰趨を決した2016年12月のシリア政府軍によるアレッポ奪還や、2017年9月から11月にかけてのデリゾール打通・解放作戦においても重要な役割を果たした。
2017年12月11日、プーチン大統領がアサド大統領と共にシリアにあるロシア軍のフメイミム空軍基地を電撃訪問し、過激派組織に対するロシア軍のシリア政府支援はほぼ終了したと述べたが、軍事作戦は終了するものの同空軍基地及びタルトゥース海軍補給処への駐留は引き続き継続するとし、シリア当局は軍事援助の見返りとして、フメイミムの空軍基地とタルトゥースの海軍基地を49年間使用する権利をロシアに与えた。
2019年7月10日、ゲートガードとしてMiG-21が設置された。
2020年代に入ると、ロシアは民間軍事会社をマリ共和国などアフリカ諸国へ派遣し、軍事的影響力を強めた。ロシアは拠点としてフメイミム空軍基地を中継基地としての役割も果たすようになった。
2024年11月、シリア国内の反政府勢力が巻き返しを図り複数の都市が陥落（2024年シリア反政府勢力の攻勢）。ロシアは反政府勢力に空爆を加えたが劣勢は覆せず、同年12月にアサド政権が崩壊した。反政府勢力は基地への攻撃は行わなかったものの、ロシア側は複数の大型輸送機を基地に派遣。物資をシリア国外へ移動させる動きを見せた。

## 基地運用
2015年に建設が開始され、1,000人を収容する冷房付きの居住施設、管制塔、滑走路の拡張、弾薬貯蔵施設、露天駐機場、給油場が設置された。
フメイミム空軍基地ではAn-124、Il-76輸送機のほか、約50機ほどの戦闘機・攻撃機を運用でき、Su-24爆撃機、Su-25対地攻撃機、Su-34戦闘攻撃機、Su-30SM及びSu-35S多用途戦闘機などが実際に運用されている他、一時的にはSu-57多用途戦闘機の存在も確認された。
駐留部隊の主力は航空宇宙軍だが、そのほか基地警備のためにT-90A戦車やBTR-82装甲兵員輸送車、パーンツィリ-S1防空システムやS-400地対空ミサイル、Mi-24攻撃ヘリコプター、Mi-8輸送ヘリコプターが配され、これらを運用する陸上部隊・防空部隊も駐屯している。
また、プーチン大統領をはじめとしたロシアの要人がシリアを訪問する際に利用する他、同基地でプーチン大統領とアサド大統領の会談や、アサド政権とアメリカの支援を受けるクルド人勢力との交渉が行われるなど、外交を含めた交渉でも利用されている。
前述のトルコ空軍機によるロシア軍爆撃機撃墜事件後、2016年1月末にはSu-35戦闘機が配備され、2月にはTu-21R電子偵察機が配備された。
2016年3月20日時点で、次の機体が確認されている。
Su-35S多用途戦闘機×4機
Su-30SM多用途戦闘機×4機
Su-34戦闘爆撃機×4機
Su-24M戦闘爆撃機×12機
Ka-52攻撃ヘリコプター×2機

ギャラリー
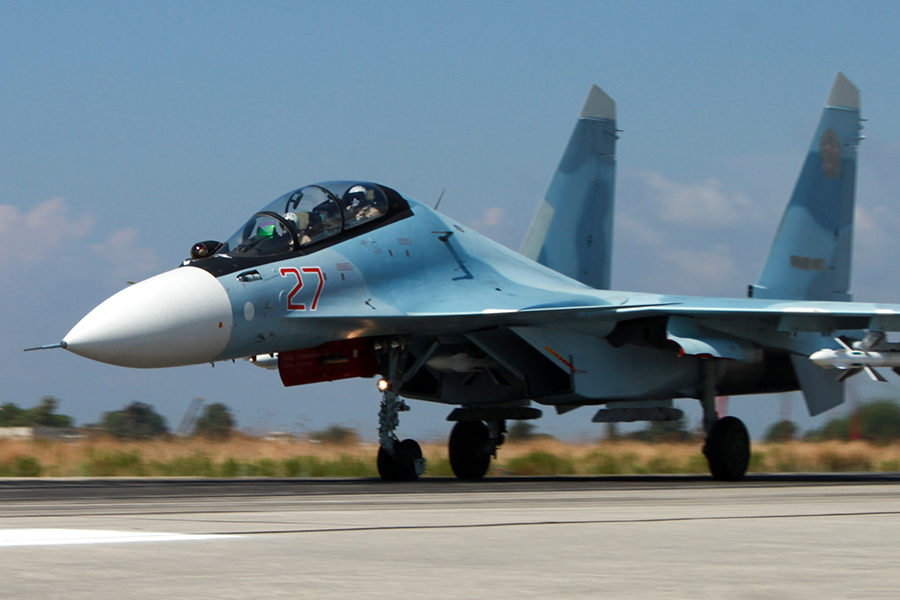
Su-30
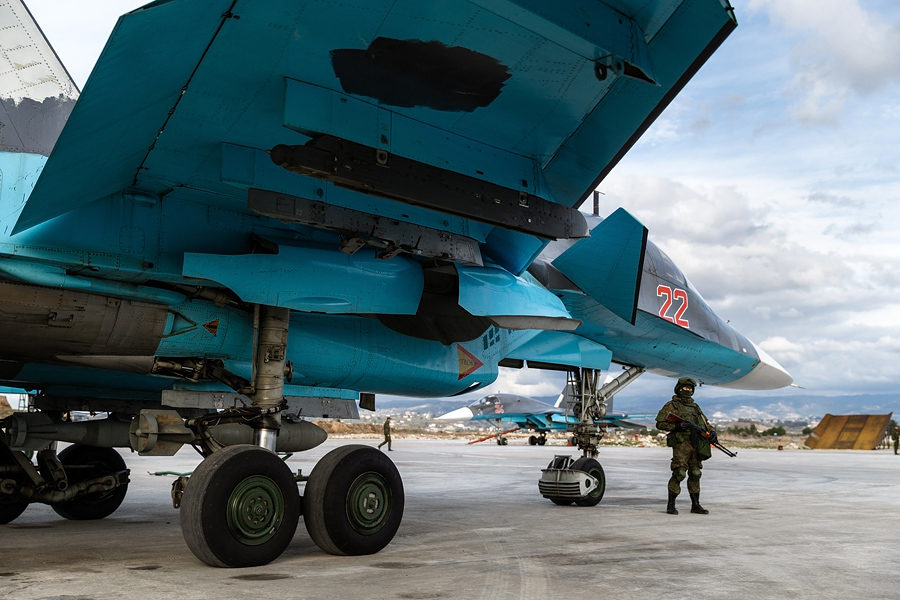
Su-34と警備兵
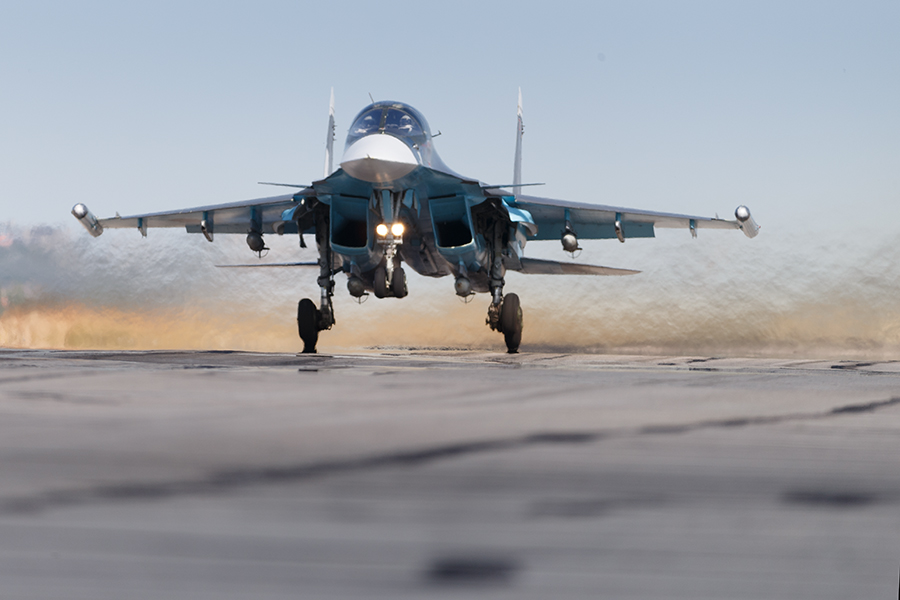
地上滑走中のSu-34戦闘爆撃機
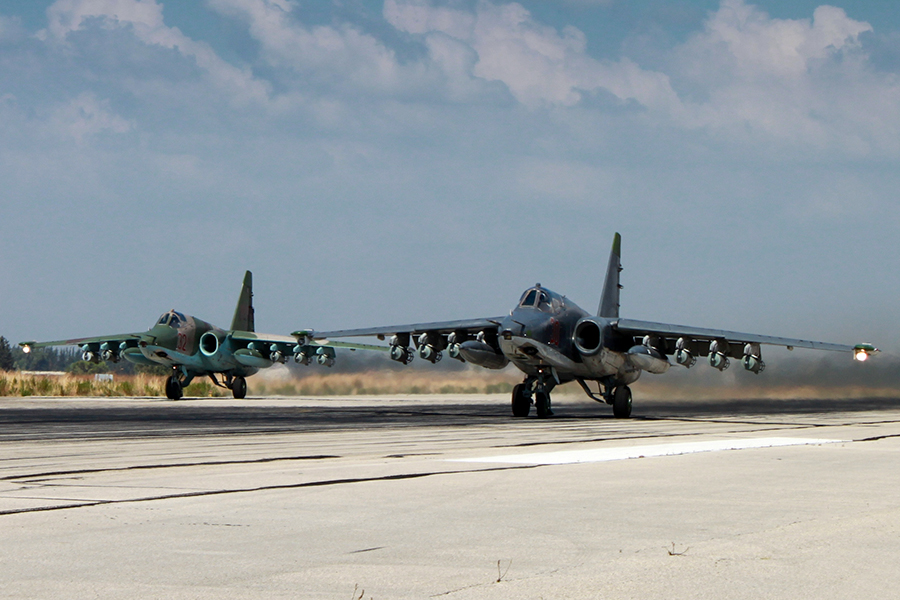
離陸するSu-25対地攻撃機
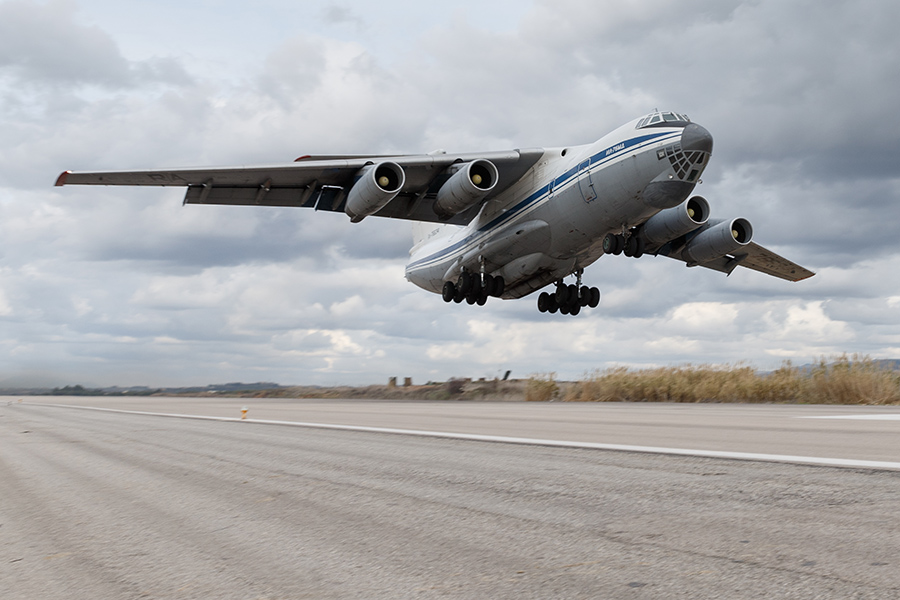
Il-76輸送機
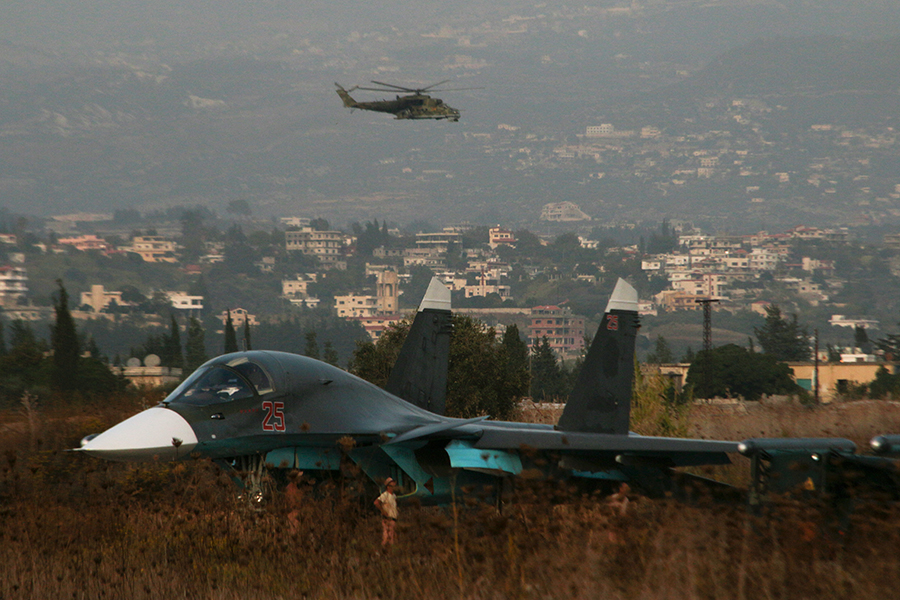
Su-34とMi-24
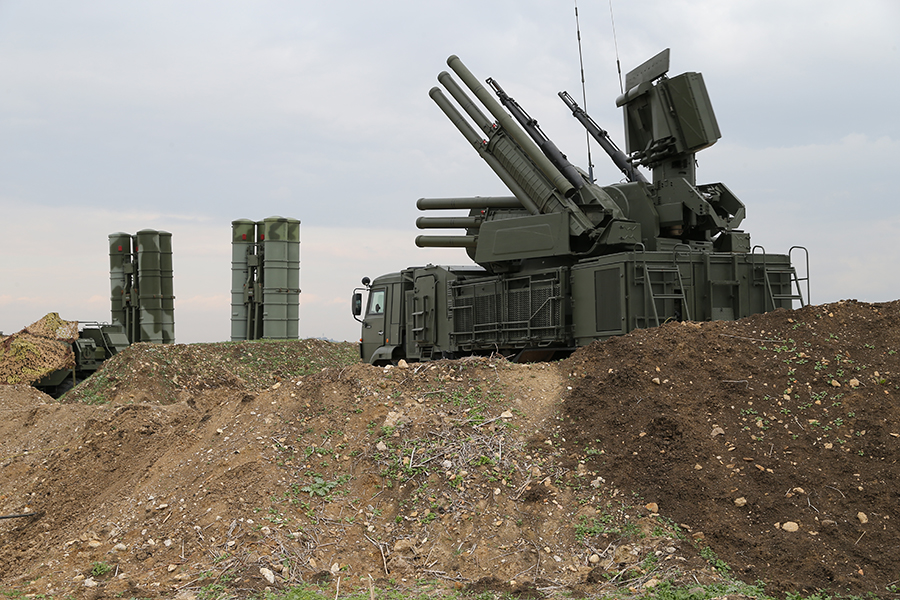
パーンツィリ-S1防空システム。奥に見えるのはS-400地対空ミサイル
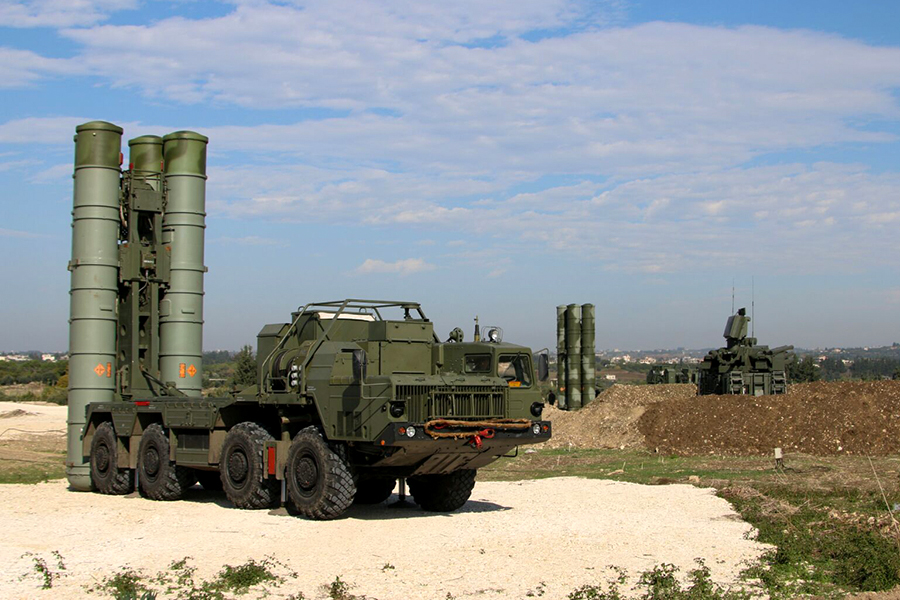
S-400地対空ミサイル

2018年時点ではA-50早期警戒管制機も2機配備されている。